# Yigoga samnitica
Yigoga samnitica är en fjärilsart som beskrevs av Franz Dannehl 1933. Yigoga samnitica ingår i släktet Yigoga och familjen nattflyn. Inga underarter finns listade i Catalogue of Life.